# Sphaceloma ricini
Sphaceloma ricini är en svampart som beskrevs av Jenkins & C.C. Cheo 1941. Sphaceloma ricini ingår i släktet Sphaceloma och familjen Elsinoaceae.   Inga underarter finns listade i Catalogue of Life.